# Charlie Davey
Charles Frederick "Charlie" Davey (Croydon, 27 de agosto de 1886 — Londres, 7 de outubro de 1964) foi um ciclista britânico que correu durante o primeiro trimestre do século XX.
Em 1912, ele disputou no contrarrelógio individual nos Jogos Olímpicos, em Londres, na qual ele terminou na 39ª posição. Após a Primeira Guerra Mundial, Davey ganhou duas medalhas de bronze nas duas primeiras edições do Campeonato Mundial de Ciclismo em Estrada Amador.